# 李华栋
李华栋（1960年3月—），江西遂川人，汉族，中华人民共和国政治人物，现任九三学社中央常委、江西省委主委、江西省政协副主席。第十一届全国政协委员。

## 生平
2008年，当选第十一届全国政协委员，代表九三学社，分入第十二组。。2014年4月李华栋连任江西省科协主席 2018年1月，当选第十三届全国政协委员。2023年1月14日，卸任江西省政协副主席职务